# Collegio di Hove and Portslade
Hove and Portslade è un collegio elettorale inglese situato nell'East Sussex rappresentato alla Camera dei comuni del parlamento del Regno Unito. Elegge un membro del parlamento con il sistema maggioritario a turno unico; l'attuale parlamentare è Peter Kyle del Partito Laburista, che rappresenta il collegio dal 2015.
Prima del 2024 il collegio era chiamato con il solo nome di Hove; con la revisione periodica dei collegi del 2024, l'area coperta è rimasta inalterata, ma il nome è stato modificato in quello attuale.

## Estensione
- 1950-1983: il County Borough di Hove e il distretto urbano di Portslade-by-Sea.
- 1983-2010: il Borough di Hove.
- dal 2010: la City di Brighton e i ward di Hove di Brunswick and Adelaide, Central Hove, Goldsmid, Hangleton and Knoll, North Portslade, South Portslade, Stanford, Westbourne e Wish.

Il collegio copre la città di Hove e di Portslade, nella città di Brighton & Hove.

## Storia
Fino alle elezioni generali nel Regno Unito del 1950, quando a Brighton furono apportate forti modifiche ai confini del collegio, Hove non ebbe un proprio collegio parlamentare, in quanto in precedenza era stata rappresentata dal collegio di Brighton, che eleggeva due deputati. Hove fu una roccaforte conservatrice fino alle elezioni generali del 1997, quando il Partito Laburista ottenne una forte vittoria e con essa conquistò un grande successo nella costa dell'East Sussex, come a Londra. Come a Hove, anche Brighton Kemptown, Brighton Pavilion e Hastings and Rye furono conquistati dal New Labour.

## Membri del Parlamento
| Elezione | Elezione      | Deputato        | Partito      |
| -------- | ------------- | --------------- | ------------ |
|          | 1950          | Anthony Marlowe | Conservatore |
| 1965 (S) | Martin Maddan |                 | Conservatore |
| 1973 (S) | Tim Sainsbury |                 | Conservatore |
|          | 1997          | Ivor Caplin     | Laburista    |
| 2005     | Celia Barlow  |                 | Laburista    |
|          | 2010          | Mike Weatherley | Conservatore |
|          | 2015          | Peter Kyle      | Laburista    |

## Elezioni

### Elezioni negli anni 2020
| Partito                    | Partito                                | Candidato                  | Risultati 4 luglio 2024 | Risultati 4 luglio 2024 |
| Partito                    | Partito                                | Candidato                  | Voti                    | %                       |
| -------------------------- | -------------------------------------- | -------------------------- | ----------------------- | ----------------------- |
|                            | Laburista                              | Peter Kyle                 | 27 209                  | 52,42                   |
|                            | Verdi                                  | Sophie Broadbent           | 7 418                   | 14,29                   |
|                            | Conservatore                           | Carline Deal               | 6 630                   | 12,77                   |
|                            | Reform UK                              | Martin Hess                | 4 558                   | 8,78                    |
|                            | Indipendente                           | Tanushka Marah             | 3 048                   | 5,87                    |
|                            | Lib Dem                                | Michael Wang               | 3 046                   | 5,87                    |
|                            |                                        |                            |                         |                         |
| Iscritti                   | Iscritti                               | Iscritti                   | 74 063                  | 100,00                  |
| ↳ Votanti (% su iscritti)  | ↳ Votanti (% su iscritti)              | ↳ Votanti (% su iscritti)  | 51 909                  | 70,09                   |
| ↳ Astenuti (% su iscritti) | ↳ Astenuti (% su iscritti)             | ↳ Astenuti (% su iscritti) | 22 154                  | 29,91                   |
|                            |                                        |                            |                         |                         |
|                            | Esito: collegio confermato a Laburista |                            |                         |                         |

### Elezioni negli anni 2010
| Partito                    | Partito                                | Candidato                  | Risultati 12 dicembre 2019 | Risultati 12 dicembre 2019 |
| Partito                    | Partito                                | Candidato                  | Voti                       | %                          |
| -------------------------- | -------------------------------------- | -------------------------- | -------------------------- | -------------------------- |
|                            | Laburista                              | Peter Kyle                 | 32 876                     | 58,30                      |
|                            | Conservatore                           | Robert Nemeth              | 15 832                     | 28,08                      |
|                            | Lib Dem                                | Beatrice Bass              | 3 731                      | 6,62                       |
|                            | Verdi                                  | Oliver Sykes               | 2 496                      | 4,43                       |
|                            | Brexit                                 | Angela Hancock             | 1 111                      | 1,97                       |
|                            | Monster Raving Loony                   | Dame Dixon                 | 195                        | 0,35                       |
|                            | Indipendente                           | Charlotte Sabel            | 150                        | 0,27                       |
|                            |                                        |                            |                            |                            |
| Iscritti                   | Iscritti                               | Iscritti                   | 74 313                     | 100,00                     |
| ↳ Votanti (% su iscritti)  | ↳ Votanti (% su iscritti)              | ↳ Votanti (% su iscritti)  | 56 391                     | 75,88                      |
| ↳ Astenuti (% su iscritti) | ↳ Astenuti (% su iscritti)             | ↳ Astenuti (% su iscritti) | 17 922                     | 24,12                      |
|                            |                                        |                            |                            |                            |
|                            | Esito: collegio confermato a Laburista |                            |                            |                            |

| Partito                    | Partito                                | Candidato                  | Risultati 8 giugno 2017 | Risultati 8 giugno 2017 |
| Partito                    | Partito                                | Candidato                  | Voti                    | %                       |
| -------------------------- | -------------------------------------- | -------------------------- | ----------------------- | ----------------------- |
|                            | Laburista                              | Peter Kyle                 | 36 942                  | 64,14                   |
|                            | Conservatore                           | Kristy Adams               | 18 185                  | 31,57                   |
|                            | Lib Dem                                | Carrie Hynds               | 1 311                   | 2,28                    |
|                            | Verdi                                  | Phelim MacCafferty         | 971                     | 1,69                    |
|                            | Indipendente                           | Charley Sabel              | 187                     | 0,32                    |
|                            |                                        |                            |                         |                         |
| Iscritti                   | Iscritti                               | Iscritti                   | 74 221                  | 100,00                  |
| ↳ Votanti (% su iscritti)  | ↳ Votanti (% su iscritti)              | ↳ Votanti (% su iscritti)  | 57 596                  | 77,60                   |
| ↳ Astenuti (% su iscritti) | ↳ Astenuti (% su iscritti)             | ↳ Astenuti (% su iscritti) | 16 625                  | 22,40                   |
|                            |                                        |                            |                         |                         |
|                            | Esito: collegio confermato a Laburista |                            |                         |                         |

| Partito                    | Partito                                           | Candidato                  | Risultati 7 maggio 2015 | Risultati 7 maggio 2015 |
| Partito                    | Partito                                           | Candidato                  | Voti                    | %                       |
| -------------------------- | ------------------------------------------------- | -------------------------- | ----------------------- | ----------------------- |
|                            | Laburista                                         | Peter Kyle                 | 22 082                  | 42,29                   |
|                            | Conservatore                                      | Graham Cox                 | 20 846                  | 39,92                   |
|                            | Verdi                                             | Christopher Hawtree        | 3 569                   | 6,84                    |
|                            | UKIP                                              | Kevin Smith                | 3 265                   | 6,25                    |
|                            | Lib Dem                                           | Peter Lambell              | 1 861                   | 3,56                    |
|                            | Indipendente                                      | Jenny Barnard-Langston     | 322                     | 0,62                    |
|                            | TUSC                                              | Dave Hill                  | 144                     | 0,28                    |
|                            | Monster Raving Loony                              | Dame Jon Dixon             | 125                     | 0,24                    |
|                            |                                                   |                            |                         |                         |
| Iscritti                   | Iscritti                                          | Iscritti                   | 73 540                  | 100,00                  |
| ↳ Votanti (% su iscritti)  | ↳ Votanti (% su iscritti)                         | ↳ Votanti (% su iscritti)  | 52 214                  | 71,00                   |
| ↳ Astenuti (% su iscritti) | ↳ Astenuti (% su iscritti)                        | ↳ Astenuti (% su iscritti) | 21 326                  | 29,00                   |
|                            |                                                   |                            |                         |                         |
|                            | Esito: collegio passa da Conservatore a Laburista |                            |                         |                         |

| Partito                    | Partito                                           | Candidato                  | Risultati 6 maggio 2010 | Risultati 6 maggio 2010 |
| Partito                    | Partito                                           | Candidato                  | Voti                    | %                       |
| -------------------------- | ------------------------------------------------- | -------------------------- | ----------------------- | ----------------------- |
|                            | Conservatore                                      | Mike Weatherley            | 18 294                  | 36,72                   |
|                            | Laburista                                         | Celia Barlow               | 16 426                  | 32,97                   |
|                            | Lib Dem                                           | Paul Elgood                | 11 240                  | 22,56                   |
|                            | Verdi                                             | Ian Davey                  | 2 568                   | 5,15                    |
|                            | UKIP                                              | Paul Perrin                | 1 206                   | 2,42                    |
|                            | Indipendente                                      | Brian Ralfe                | 85                      | 0,17                    |
|                            |                                                   |                            |                         |                         |
| Iscritti                   | Iscritti                                          | Iscritti                   | 71 682                  | 100,00                  |
| ↳ Votanti (% su iscritti)  | ↳ Votanti (% su iscritti)                         | ↳ Votanti (% su iscritti)  | 49 819                  | 69,50                   |
| ↳ Astenuti (% su iscritti) | ↳ Astenuti (% su iscritti)                        | ↳ Astenuti (% su iscritti) | 21 863                  | 30,50                   |
|                            |                                                   |                            |                         |                         |
|                            | Esito: collegio passa da Laburista a Conservatore |                            |                         |                         |

### Elezioni negli anni 2000
| Partito                    | Partito                                | Candidato                  | Risultati 5 maggio 2005 | Risultati 5 maggio 2005 |
| Partito                    | Partito                                | Candidato                  | Voti                    | %                       |
| -------------------------- | -------------------------------------- | -------------------------- | ----------------------- | ----------------------- |
|                            | Laburista                              | Celia Barlow               | 16 786                  | 37,47                   |
|                            | Conservatore                           | Nick Boles                 | 16 366                  | 36,53                   |
|                            | Lib Dem                                | Paul Elgood                | 8 002                   | 17,86                   |
|                            | Verdi                                  | Anthea P. Ballam           | 2 575                   | 5,75                    |
|                            | UKIP                                   | Stuart N. Bower            | 575                     | 1,28                    |
|                            | Respect                                | Paddy O'Keefe              | 268                     | 0,60                    |
|                            | Indipendente                           | Bob Dobbs                  | 95                      | 0,21                    |
|                            | Silent Majority Party                  | Richard Franklin           | 78                      | 0,17                    |
|                            | Indipendente                           | Brian Ralfe                | 51                      | 0,11                    |
|                            |                                        |                            |                         |                         |
| Iscritti                   | Iscritti                               | Iscritti                   | 69 884                  | 100,00                  |
| ↳ Votanti (% su iscritti)  | ↳ Votanti (% su iscritti)              | ↳ Votanti (% su iscritti)  | 44 796                  | 64,10                   |
| ↳ Astenuti (% su iscritti) | ↳ Astenuti (% su iscritti)             | ↳ Astenuti (% su iscritti) | 25 088                  | 35,90                   |
|                            |                                        |                            |                         |                         |
|                            | Esito: collegio confermato a Laburista |                            |                         |                         |

| Partito                    | Partito                                | Candidato                  | Risultati 7 giugno 2001 | Risultati 7 giugno 2001 |
| Partito                    | Partito                                | Candidato                  | Voti                    | %                       |
| -------------------------- | -------------------------------------- | -------------------------- | ----------------------- | ----------------------- |
|                            | Laburista                              | Ivor Caplin                | 19 253                  | 45,85                   |
|                            | Conservatore                           | Jenny M. Langston          | 16 082                  | 38,30                   |
|                            | Lib Dem                                | Harold De Souza            | 3 823                   | 9,10                    |
|                            | Verdi                                  | Anthea P. Ballam           | 1 369                   | 3,26                    |
|                            | Alleanza Socialista                    | Andy K. Richards           | 531                     | 1,26                    |
|                            | UKIP                                   | Richard Franklin           | 358                     | 0,85                    |
|                            | Liberale                               | Nigel R. Donovan           | 316                     | 0,75                    |
|                            | Free Party                             | Simon Dobbshead            | 196                     | 0,47                    |
|                            | Indipendente                           | Thomas S. Major            | 60                      | 0,14                    |
|                            |                                        |                            |                         |                         |
| Iscritti                   | Iscritti                               | Iscritti                   | 71 286                  | 100,00                  |
| ↳ Votanti (% su iscritti)  | ↳ Votanti (% su iscritti)              | ↳ Votanti (% su iscritti)  | 41 988                  | 58,90                   |
| ↳ Astenuti (% su iscritti) | ↳ Astenuti (% su iscritti)             | ↳ Astenuti (% su iscritti) | 29 298                  | 41,10                   |
|                            |                                        |                            |                         |                         |
|                            | Esito: collegio confermato a Laburista |                            |                         |                         |

## Risultati dei referendum

### Referendum sulla permanenza del Regno Unito nell'Unione europea del 2016
|             | Collegio    | Lasciare UE % | Rimanere in UE % |
| ----------- | ----------- | ------------- | ---------------- |
|             | Hove        | 33,9%         | 66,1%            |
|             | Inghilterra | 53,3%         | 46,7%            |
| Regno Unito | 51,9%       | 48,1%         |                  |